# Gerald Mortag
Gerald Mortag (n. 8 noiembrie 1958, Gera, Germania – d. 30 ianuarie 2023) a fost un ciclist german, medaliat olimpic. A participat la o ediție a Jocurilor Olimpice (1980) în care a câștigat o medalie de argint.

## Participări
Lista de mai jos prezintă principalele competiții la care a participat Gerald Mortag de-a lungul carierei.
- Velosport na letnih Olimpiiskih igrah 1980 - komandnaia gonka presledovania (mujcinî)[*]